# Tân Thạnh, An Giang
Tân Thạnh là một xã thuộc tỉnh An Giang, Việt Nam.

## Địa lý
Xã Tân Thạnh có diện tích 41,39 km², dân số năm 2020 là 10.644 người, mật độ dân số đạt 257 người/km².

## Hành chính
Xã Tân Thạnh được chia thành 6 ấp: Xẻo Lá A, Xẻo Lá B, Xẻo Ngát A, Xẻo Ngát B,Xẻo Nhàu A, Xẻo Nhàu B, Thạnh Tiên.

## Lịch sử
Ngày 17 tháng 2 năm 1979, Hội đồng Chính phủ ban hành Quyết định 50-CP về việc chia xã Đông Thạnh thành 2 xã lấy tên là xã Đông Thạnh và xã Tân Thạnh.
Ngày 13 tháng 1 năm 1986, Hội đồng Bộ trưởng ban hành Quyết định 07-HĐBT về việc chuyển xã Tân Thạnh của huyện An Biên về huyện An Minh mới thành lập quản lý.
Ngày 26 tháng 7 năm 2005, Chính phủ ban hành Nghị định số 97/2005/NĐ-CP về việc thành lập xã Tân Thạnh trên cơ sở 3.956 ha diện tích tự nhiên và 10.939 người của xã Đông Thạnh.
Ngày 25 tháng 11 năm 2019, Hội đồng Nhân dân tỉnh Kiên Giang ban hành Nghị quyết về việc:
- Sáp nhập ấp Xẻo Nhào A vào ấp Xẻo Nhào B
- Sáp nhập ấp Thạnh Thuận vào ấp Xẻo Ngát B.